# 祖国，慈祥的母亲
《祖国，慈祥的母亲》由张鸿西作词、陆在易作曲，是一首以母亲作喻、歌颂国家的主旋律歌曲。1981年，由词作家张鸿西创作了这首简练短小的歌词，陆在易读后激起了创作欲望，为它谱了曲。1982年，歌曲在第十届“上海之春”音乐会上首演，获得“优秀作品奖”。1985年中国中央电视台春节联欢晚会上，男高音歌唱家张建一演唱了此歌，从而在全国传唱开来，成为许多男高音在音乐会上选唱的经典曲目。

## 相关链接
- 祖国颂
- 我爱你，中国